# Zuogaiduoma
Zuogaiduoma är en socken i nordvästra Kina. Den ligger i staden Hezuo i den autonoma prefekturen Gannan för tibetaner i provinsen Gansu, omkring 120 kilometer sydväst om provinshuvudstaden Lanzhou. Antalet invånare är 3 940. Befolkningen består av 1 861 kvinnor och 2 079 män. Barn under 15 år utgör 21,0 %, vuxna 15-64 år 70 %, och äldre över 65 år 8,0 %.